# Банатские болгары

Болгарские поселения в Банате

Бана́тские болга́ры, или пальча́не (бан.-болг. Palćene, Banátsći balgare, болг. Банатски българи, палкене, паулкене; венг. Bánáti Bolgárok, рум. Bulgari bănățeni, серб. Банатски Бугари) — этническая группа болгар, проживающая в провинции Банат. В качестве письменного литературного языка используют банатско-болгарский язык. В большинстве своём являются потомками павликиан. Письменность на латинской основе. Верующие банатские болгары — католики.

## История
Банатские болгары являются потомками 15 тысяч болгар, католиков и православных, бежавших после неудачного Чипровского восстания против турок в северо-западной Болгарии в 1688 году и поселившихся на румынских землях. В 1738—1741 годах власти Габсбургской монархии разрешили им занять опустошённые турками земли в области Банат, где было основано несколько болгарских сёл.
В культурном отношении до 1866 года банатские болгары находились под хорватским влиянием — их католическими священниками были хорваты, и дети обучались в школах на хорватском языке. Но именно в это время создаётся особая письменность на основе хорватской и венгерской латиниц, приспособленная к нуждам банатского говора. Учителя-энтузиасты (болгары и немцы) переводили книги, составляли учебники и издавали местную газету на родном диалекте.
Однако в 1899 году венгерские власти ввели обязательное обучение на венгерском языке в школах и запретили издания на местном говоре. Такое положение сохранялось до конца Первой мировой войны, после чего здесь усилилось румынское и сербское культурно-языковое влияние. В 1930-е годы увидела свет газета «Банатски български вестник», в которой переводили художественную литературу, писали оригинальные стихотворения и рассказы на местном диалекте. С 1947 года румынские власти разрешили болгарские школы и преподавание на болгарском литературном языке.

## Культура

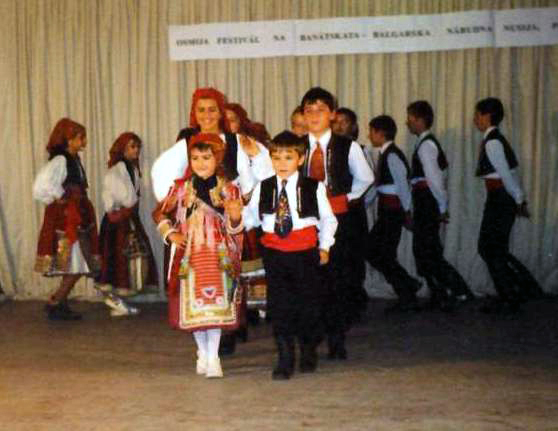
Дети (банатские болгары) в народных костюмах на фестивале болгарской песни и танца в Тимишоаре

Музыка банатских болгар классифицируется как отдельная отрасль болгарской народной музыки, с несколькими словесными и музыкальными особенностями. На их музыку оказало румынское, сербское, венгерское и влияние, а болгарские колядки были заменены на городского типа песни. Римский католицизм оказал значительное влияние, исключая определённые типы песен и требуя заменить их другими. Кроме того, банатские болгары сохранили многие болгарские праздники, но также приняли некоторые другие от соседних народов. Один из самых популярных праздников называется Faršángji (от венг. Farsang «Мясопуст»), или карнавал. Банатские болгары также в значительной степени заимствовали танцы соседних народов, например, венгерский чардаш.

## Примечательные факты

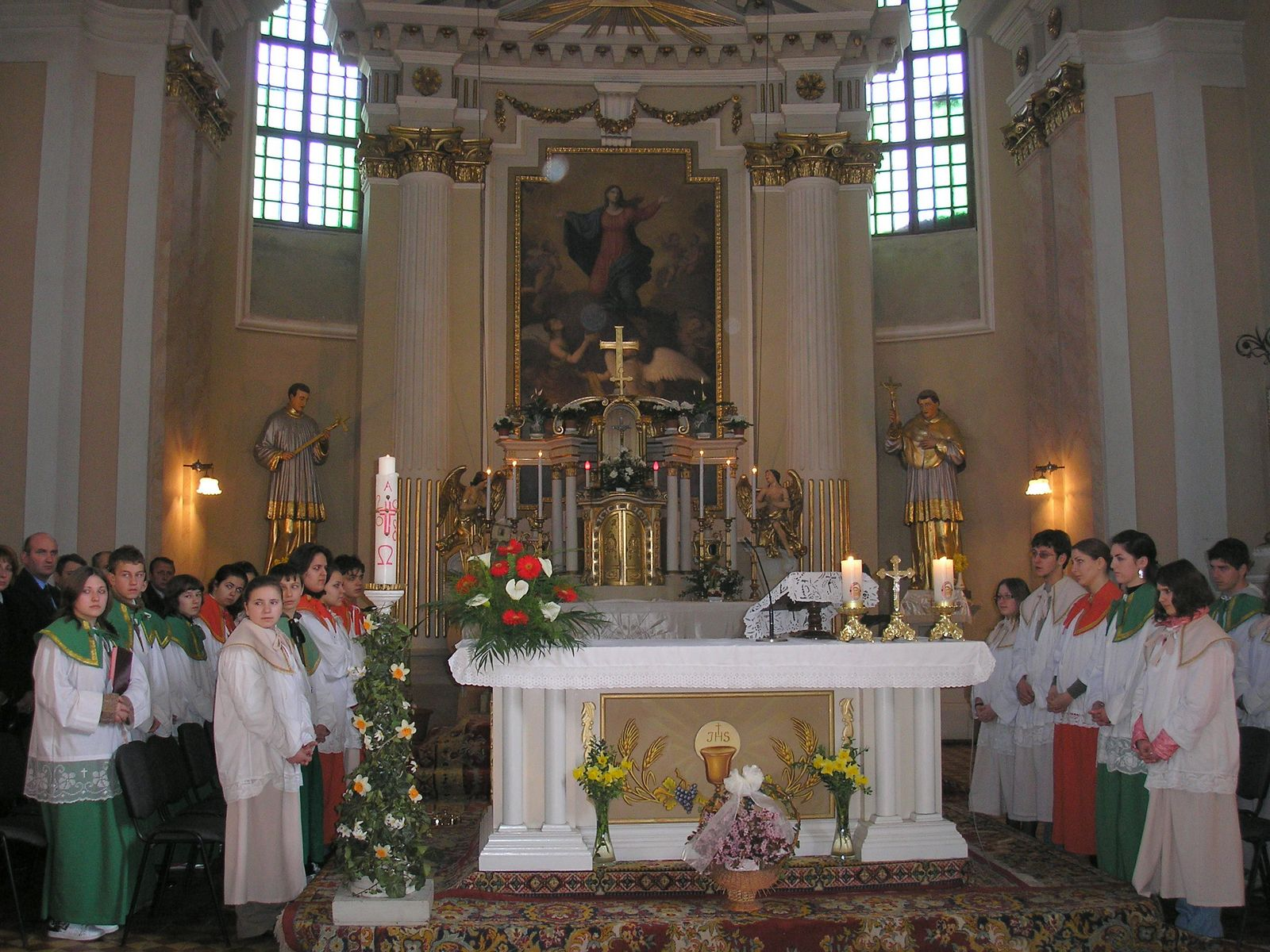
Литургия в болгарском храме города Дудешти-Веки (Стар-Бешенов) в Румынии

В 1845 году банатские болгары основали поселение Телепа, которое после Трианонского раздела Венгрии превратилось в крайнее западное поселение современной Румынии. Кроме этого, они же основали и другие населённые пункты Баната.